# 광주자동화설비마이스터고등학교
광주자동화설비마이스터고등학교(光州自動化設備마이스터高等學校)는 대한민국 광주광역시 광산구 우산동에 있는 공립 고등학교이다.

## 학교 연혁
- 1979년 3월 8일 : 광산상업고등학교 개교
- 1987년 3월 1일 : 송정종합고등학교로 교명 변경
- 1991년 3월 1일 : 광주실업고등학교로 교명 변경
- 2000년 3월 1일 : 광주정보고등학교로 교명 변경
- 2010년 3월 1일 : 광주자동화설비공업고등학교 교명 변경(마이스터고 개교)
- 2021년 9월 1일 : 제4대 마이스터고 강민수 교장 취임
- 2023년 7월 1일 : 광주자동화설비마이스터고등학교 교명 변경
- 2025년 1월 10일 : 제44회(마이스터고 13기) 65명 졸업(총 10,030명)

## 설치 학과
- 자동화설비과

## 참고 문헌
- 광주자동화설비마이스터고등학교 - 한국교육학술정보원 학교알리미